# Milo Moiré
Milo Moiré  (Suiça, 7 de maio de 1983) é uma artista e modelo suíça, conhecida pelas suas performances nua e pelo uso de seu corpo em sua arte.
Moiré nasceu na Suíça, tendo ascendência eslovaca e espanhola. A artista estudou psicologia na Universidade de Berna e trabalha a partir de Düsseldorf, Alemanha. Moiré é conhecida pelas suas performances artísticas que incluem PlopEgg, The Script System No.2, e Mirror Box.